# Milon’s Secret Castle
Milon’s Secret Castle — платформенная игра от студии Hudson Soft 1986 года выпуска для приставки Nintendo Entertainment System. Игрок управляет персонажем по имени Милон, который может бегать, прыгать и стрелять пузырями. Игра наполнена тайниками, скрытыми проходами и ловушками; по мере прохождения игроку требуется постоянно искать запрятанные предметы, чтобы пройти дальше. Цель игры — добраться до вершины замка.
После выпуска игра не снискала большого внимания рецензентов-современников, а в ретроспективных обзорах была разгромлена критиками.

## Игровой процесс

Милон посещает магазин

Игрок управляет персонажем по имени Милон, который может бегать, прыгать и стрелять пузырями. Игра начинается в небольшой зоне возле четырёхэтажного замка, цель — добраться до его вершины. В игре также есть дополнительная цель — найти запрятанные ноты и сложить из них песню.
Игра разбита на комнаты, в которых запрятана внутриигровая валюта, различные предметы и бонусы (например, восстанавливающие очки здоровья, или увеличивающие максимальный их запас). В начале игры Милону доступно для посещения всего несколько комнат, однако со временем он будет находить предметы, открывающие доступ к новым зонам: ключи для дверей, предметы экипировки, зелья уменьшения, и так далее. В комнатах часто встречаются скрытые ловушки, иллюзорные стены и горящие полы. Предметы могут быть спрятаны в блоках, противниках и даже в пустых клетках. В зонах можно найти магазины, в которых можно приобрести необходимое снаряжение или подсказку к прохождению, однако эти магазины хорошо запрятаны.
Протагонист может стрелять пузырями вверх или вниз под углом; с помощью них он может временно нейтрализовывать противников и находить скрытые предметы. В игре представлено большое разнообразие врагов, обладающих различными паттернами передвижения. Врагов невозможно убить: будучи нейтрализованным, противник возродится в течение пары секунд. Кроме того, в отличие от других платформеров, в Milon’s Secret Castle нет периода неуязвимости после получения урона: на мгновение прикоснувшись к противнику, Милон может получить целую серию ударов. Перед финальной комнатой игрок должен сразиться с семью боссами.
В игре нет сохранений, в том числе системы паролей, однако после победы над первым боссом игрок получает возможность продолжать игру после смерти неограниченное число раз.

## Сюжет
Действие игры разворачивается в мире музыки, в котором все общаются посредством куплетов и песен. У Милона, протагониста игры, отсутствует музыкальный слух, из-за чего он никогда не был способен понимать речь других. Опечаленный, он отправляется на поиски кого-то, кто может ему помочь.
Перед отъездом Милон решает посетить королеву Элизу, которая живет в замке. Когда Милон прибывает в замок, он узнает что люди были атакованы Махарито из северного региона. Махарито украл все музыкальные инструменты и забрался в замок, взяв королеву Элизу в заложники. Милон решает её освободить.

## Критика
После выпуска игра не снискала большого внимания критиков-современников. Журнал Famitsu оценил игру в 29 баллов из 40.
В ретроспективных обзорах, в частности, после выпуска на Wii Virtual Console, игра подверглась жёсткой критике. Рецензенты отмечали необычайную сложность игры и устаревший подход к геймдизайну. Эшетон Финни в книге «Ultimate Nintendo: Guide to the NES Library 1985—1995» поставил Milon’s Secret Castle три звезды из пяти, отметив сложность игры и отсутствие системы сохранений, написав: «будучи милой и затягивающей, эта игра подойдёт только самым терпеливым геймерам». Лукас М. Томас из IGN оценил игру в 4 балла из 10, признав, что в игровом процессе есть глубина, однако он контринтуитивен и требует умения хорошо играть. В заключение он написал, что куда эффективнее будет потратить время на изучение какой-нибудь другой классической игры с NES. Дэмиен Макферран из Nintendo Life присудил игре 3 балла из 10, раскритиковав ужасную «ужасную графику, безмозглый дизайн уровней, раздражающую музыку и крайне репетативный игровой процесс», написав: «играм из 1986 года нужно быть экстраординарными, чтобы быть играбельными сейчас — и Milon’s Secret Castle таковой, увы, не является». Франк Прово из GameSpot оценил Milon’s Secret Castle в 2 балла из 10, назвав её «одной из худших двумерных action-adventure в истории» и заявив, что невероятная сложность игры является следствием плохого геймдизайна, а добротная графика и приятная музыка не способны это скомпенсировать.